# 塞朗维莱尔福朗维尔
塞朗维莱尔福朗维尔（法語：Séranvillers-Forenville）是法国北部-加来海峡大区诺尔省的一个市镇，属于康布雷区东康布雷县。该市镇2009年时的人口为411人。

## 人口
塞朗维莱尔福朗维尔人口变化图示
| 数据来源：INSEE |